# Herminiimonas glaciei
Herminiimonas glaciei gehört zu den Ultramikrobakterien. Sie wurden von Wissenschaftlern in 120.000 Jahre altem Grönland-Eis aus 3042 m Tiefe entdeckt.

## Merkmale
Herminiimonas glaciei ist gramnegativ und stäbchenförmig. Die Zellen sind etwa 0,5–0,9 lang und bis zu 0,3–0,4 Mikrometer breit. Das Zellvolumen beträgt 0.043 µm3, damit zählt die Art zu den Ultramikrobakterien. Hierzu werden Bakterien gestellt, die ein Zellvolumen kleiner als 0,1 µm3 besitzen.
Herminiimonas glaciei besitzt ein bis zwei große Flagellen am Zellende (polar) und / oder ein bis drei seitlich (lateral) gelegene Flagellen. Es wird vermutet, dass die großen Flagellen dazu verwendet werden, den kleinen Körper durch die Spalten im Eis zu bewegen und so in der extrem nahrungsarmen Umgebung genügend Energie zu sammeln.
Die Gruppe um Jennifer Loveland-Curtze konnte die Bakterien erst nach einem langwierigen Verfahren zum Wachstum anregen. Dabei wurden sie zunächst sieben Monate bei 2 °C unter anaeroben Bedingungen in einen speziellen Medium (R2B) und dann weitere viereinhalb Wochen bei 5 °C auf einem Casein-Soja-Pepton-Agar gezüchtet. Die Farbe der Kulturen ist weiß bis hellbraun, wobei die Originalkultur braun-violett gefärbt war.

## Systematik
Die Art Herminiimonas glaciei zählt zu der Familie der Oxalobacteraceae, welche zu der Ordnung Burkholderiales der Proteobacteria gestellt wird. Sie wurde im Jahr 2009 von Jennifer Loveland-Curtze et al. neu beschrieben.
Ihre nächsten Verwandten sind Herminiimonas saxobsidens (99,6 % Ähnlichkeit im Genom), Herminiimonas arsenicoxydans (98,4 %), Herminiimonas aquatilis (97,6 %) und Herminiimonas fonticola (97,9 %).